# فرانسيس فان
فرانسيس فان (16 أكتوبر 1861 - 10 يونيو 1934) كان مساعد مؤسس الحركة الكشفية بادن باول والمفوض الكشفي في لندن قبل بادن باول أسس في وقت لاحق وسام الكشافة العالمية وهو أقرب الحركة الكشفية المتعددة الجنسيات وهو أحد مؤسسي الحركة الكشفية في إيطاليا.